# Robert Großmann (Landrat)

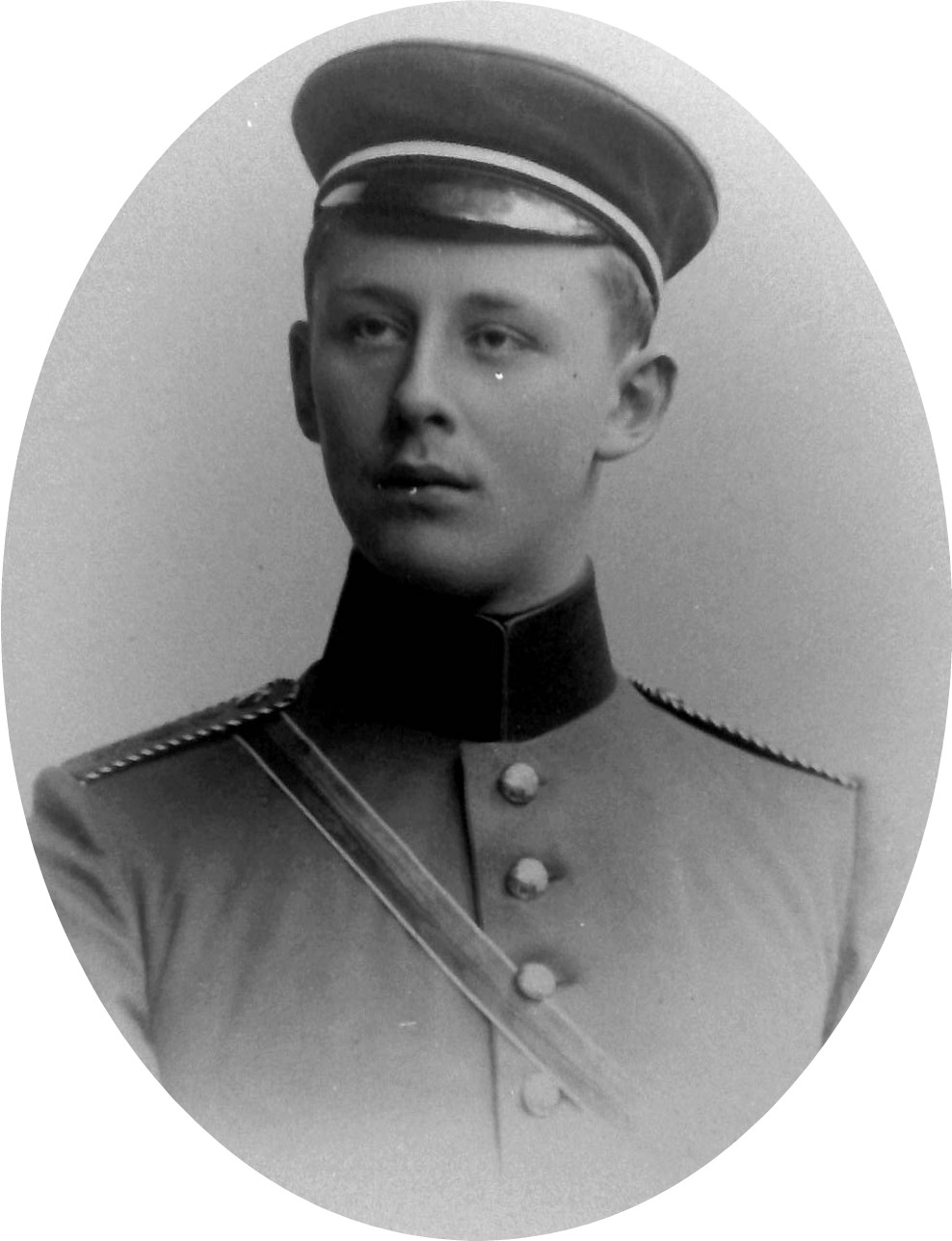
Großmann als Militärfuchs

Robert Großmann (* 22. Mai 1884 in Sankt Amarin, Kreis Thann, Reichsland Elsaß-Lothringen; † 24. April 1938 in Bonn) war ein deutscher Verwaltungsjurist.

## Leben
Nach dem Abitur in Straßburg renoncierte Großmann 1903 als Militärfuchs beim Corps Suevia Straßburg. Er zeichnete sich als Senior aus. 
Als Inaktiver studierte er Rechtswissenschaft an der Albert-Ludwigs-Universität Freiburg und der Rheinischen Friedrich-Wilhelms-Universität Bonn. Ab 1906 war er Gerichtsreferendar am Landgericht Straßburg. Er bestand 1910 die Assessorprüfung und wechselte von der Rechtspflege zur inneren Verwaltung des Reichslandes. 1911 kam er als Regierungsassessor zum Präsidium des Bezirks Lothringen und zur Polizeidirektion Metz. Bei der Kreisdirektion Zabern(Lothringen) wurde er am 15. September 1912 zum Regierungsamtmann und am 1. August 1914 zum Bürgermeister ernannt.
Nach dreieinhalb Jahren wechselte er am 25. Januar 1918 als Regierungsrat zur Verwaltung von Elsaß-Lothringen. Am 15. April 1918 wurde er zum Kreisdirektor in Bolchen ernannt. Mit dem Waffenstillstand von Compiègne (1918) endete die deutsche Verwaltung von Elsaß-Lothringen. Ihre Amtsträger wurden ausgewiesen, so auch Robert Großmann im Dezember 1918. Nach einem Zwischenspiel im Regierungsbezirk Düsseldorf (März bis November 1919) wurde Großmann 1920 Landrat im Kreis Neuwied.

„Besetzung und Besatzungsfolgen, Separatismus und Inflation, Ruhrkampfauswirkungen und Weltwirtschaftskrise, politische Radikalisierung und Massenarbeitslosigkeit: Kaum eine Amtszeit gestaltete sich schwieriger als die des Landrates Robert Theodor Maria Großmann.“

Der Deutschen Zentrumspartei nahestehend, wurde er nach der Reichstagswahl März 1933 am 27. April 1933 von den Nationalsozialisten des Amtes enthoben. Am 15. Mai 1933 wurde er in den einstweiligen, zehn Monate später in den endgültigen Ruhestand versetzt. Da er sich weigerte, in die NSDAP einzutreten und anschließend in den Beruf zurückzukehren, wurde gegen ihn ein Zivilverfahren eingeleitet. Der Prozess ruinierte Großmanns Familie und Gesundheit. Er starb mit 53 Jahren in Bonn.